# František Hanáček (malíř)
František Hanáček (* 8. července 1954, Kyjov, Československo) je český malíř.

## Život
Vystudoval Střední uměleckoprůmyslovou školu v Uherském Hradišti, po té navštěvoval Vysokou školu výtvarných umění Kunsthochschule v Berlíně. Je absolventem Akademie výtvarných umění v Praze, kde byl žákem Aloise Fišárka a Karla Součka.

## Ocenění
- Zvláštní cena soutěže "Zlaté ručičky" - ocenění 2014 - ČTK
- Cena Jihomoravského kraje za přínos kultuře v roce 2014, předal hejtman Jaroslav Hašek

## Výstavy
- Berlín
- Praha
- Lipsko
- Dessau
- Hamburk
- Stuttgart
- Praha
- Brno
- Bratislava
- 2014 - E-PASÁŽ - Brno
- 2015 - Malíř ohnivé palety - Kyjov[nedostupný zdroj]

## Zastoupení ve sbírkách
- USA
- Rakousko
- Irsko
- Německo
- Česko
- Slovensko

## Fotogalerie

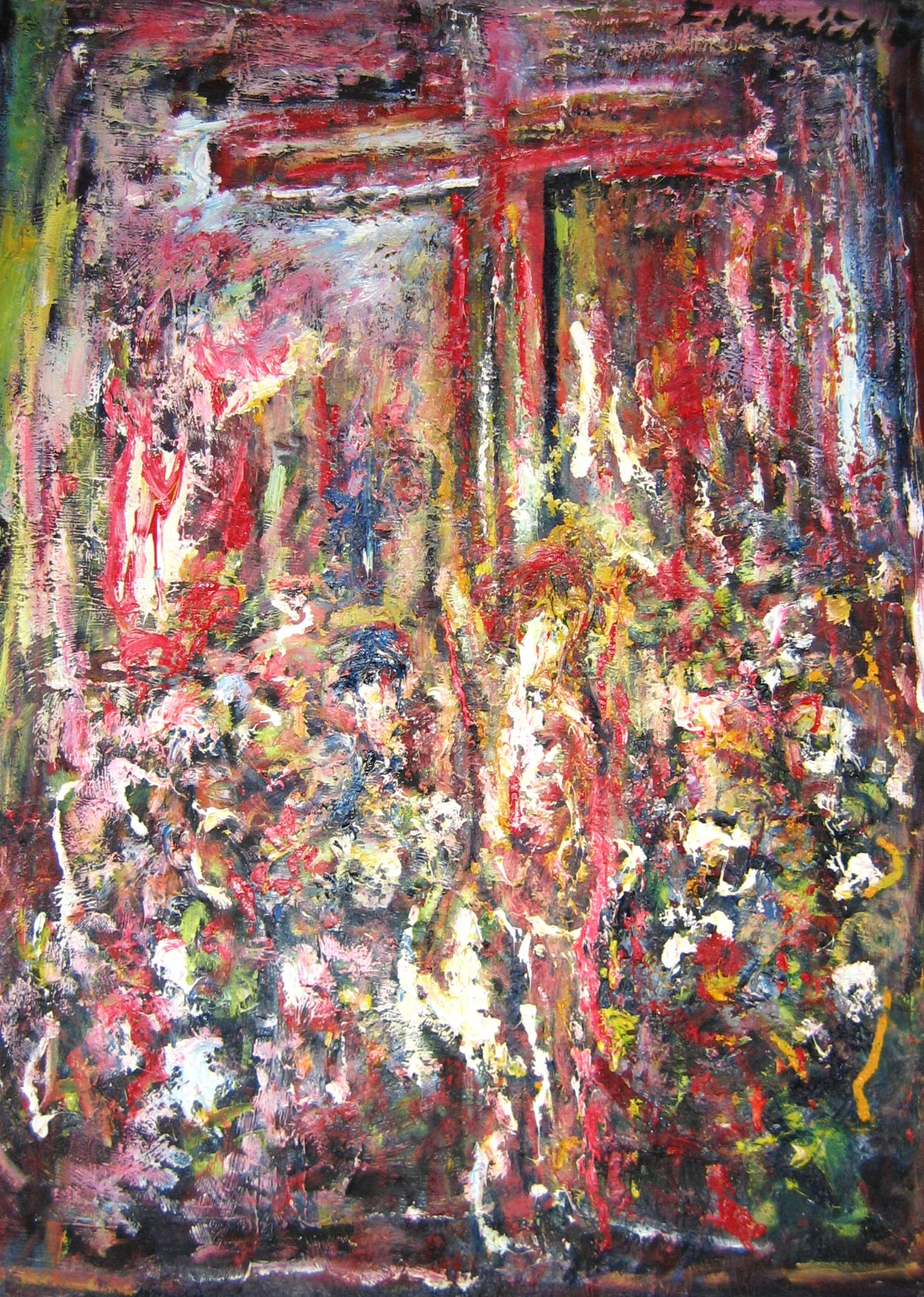
Ukřižování, olej na plátně (2007)
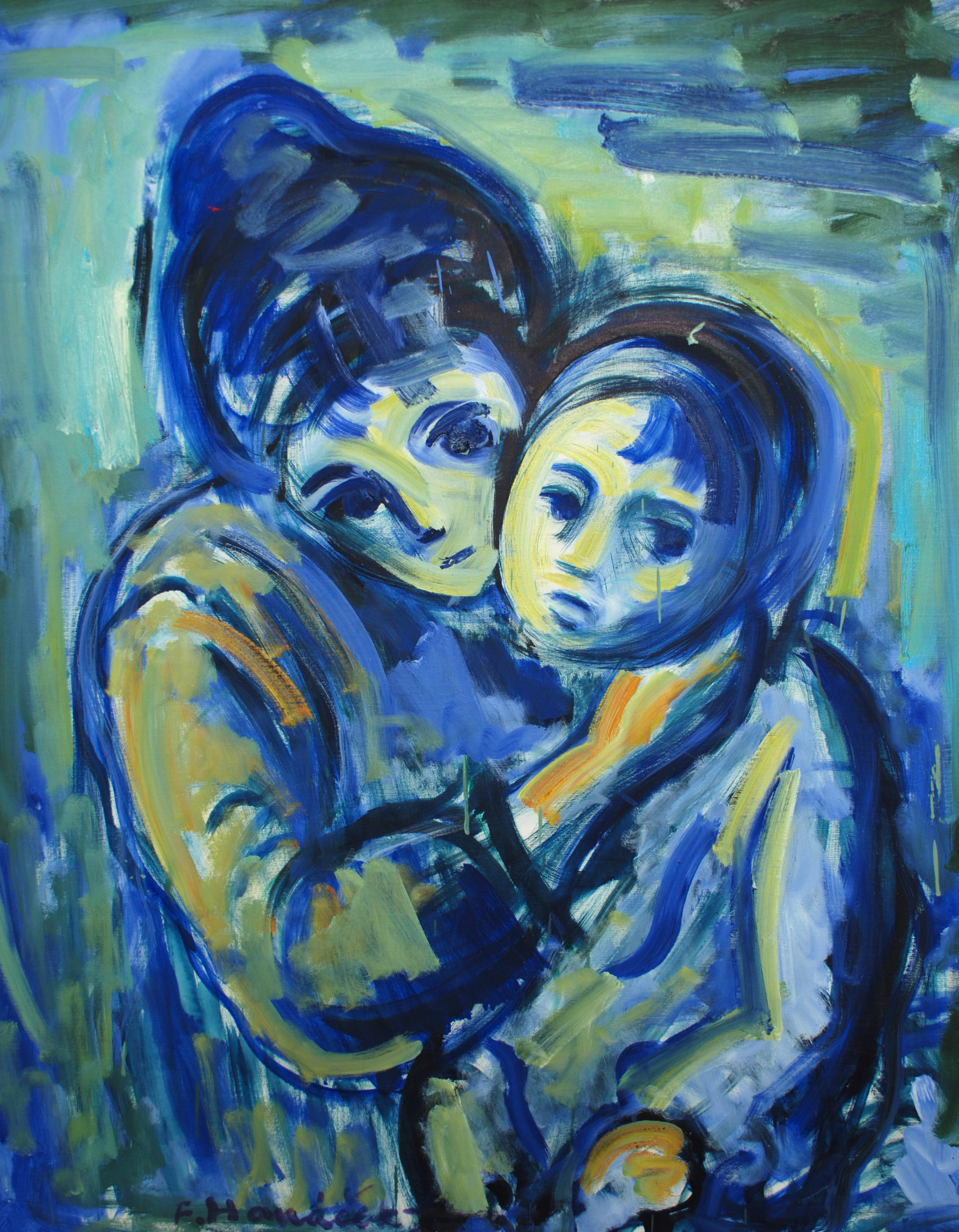
Mateřství, olej na plátně (2007)
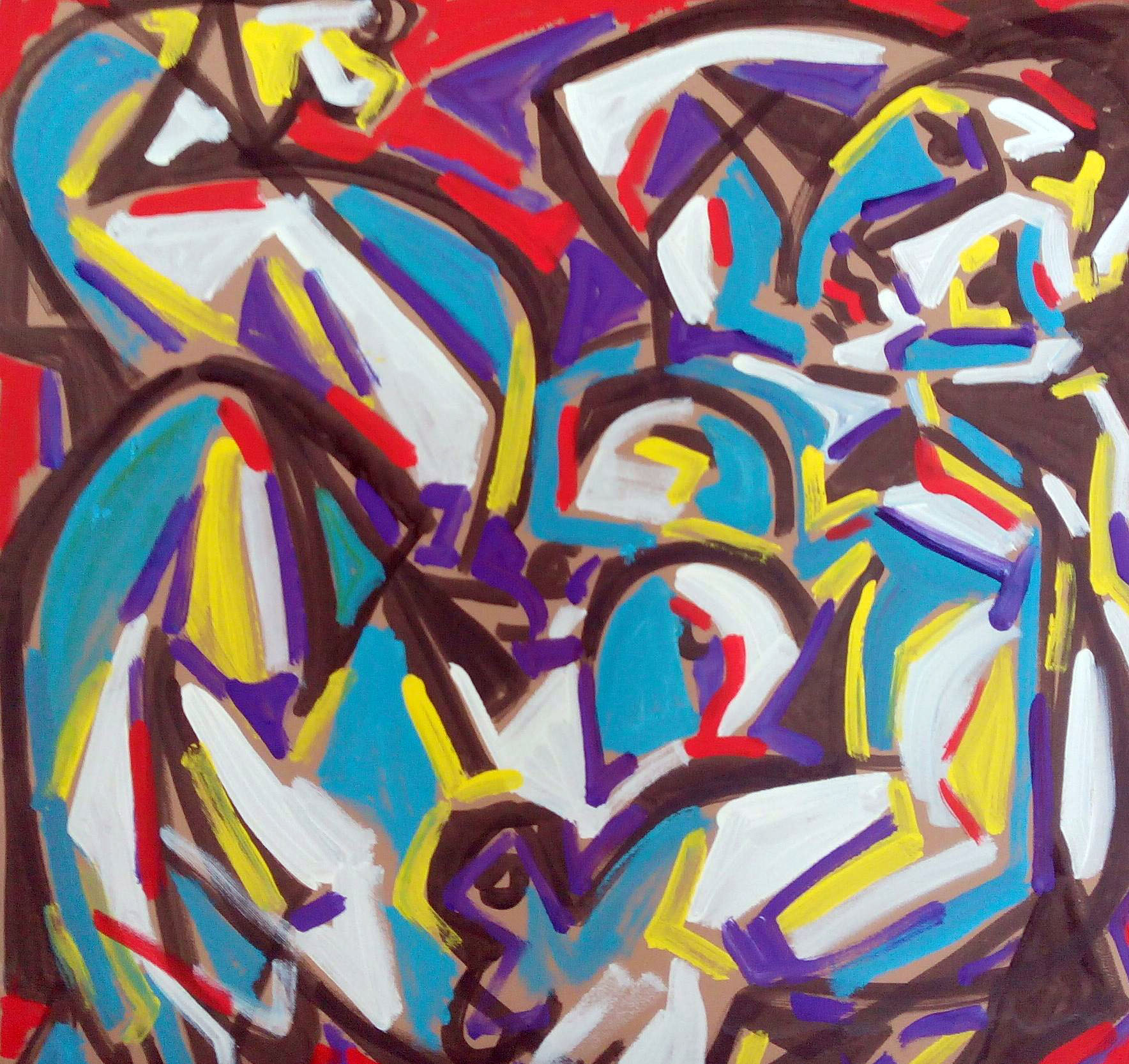
Akt ženy (2015)
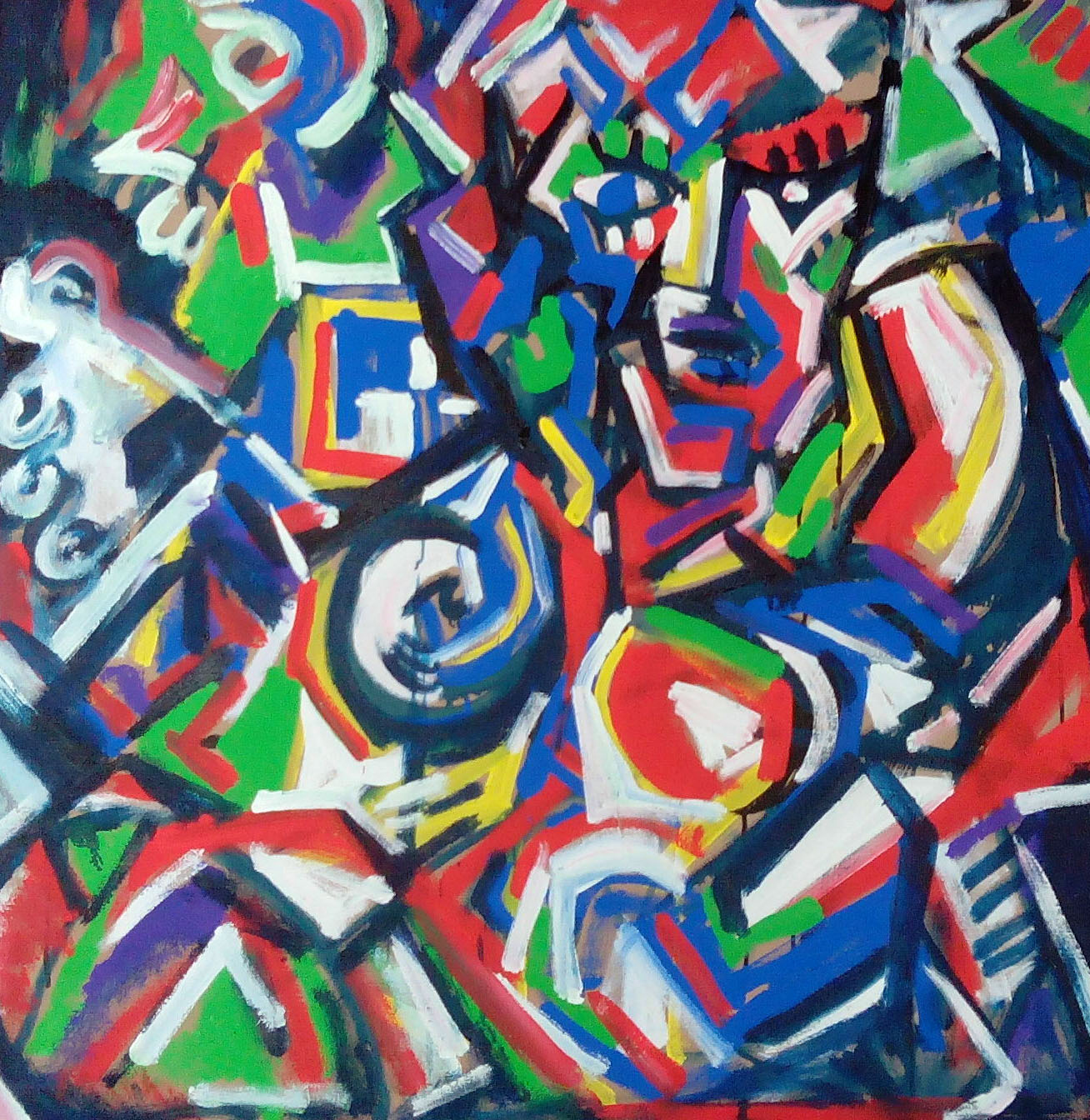
Portrét, olej na plátně (2011)
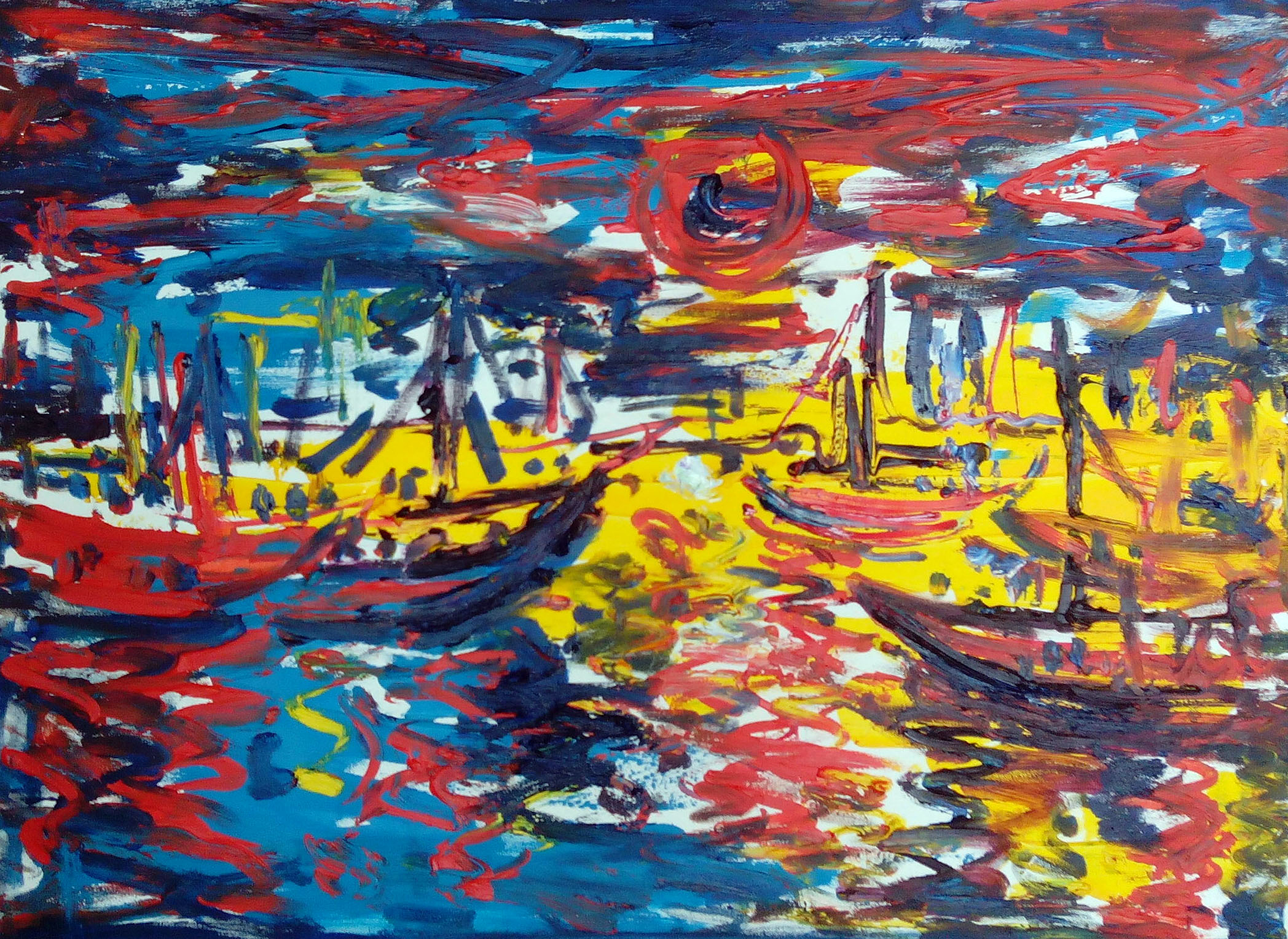
Přístav, olej na plátně (2011)
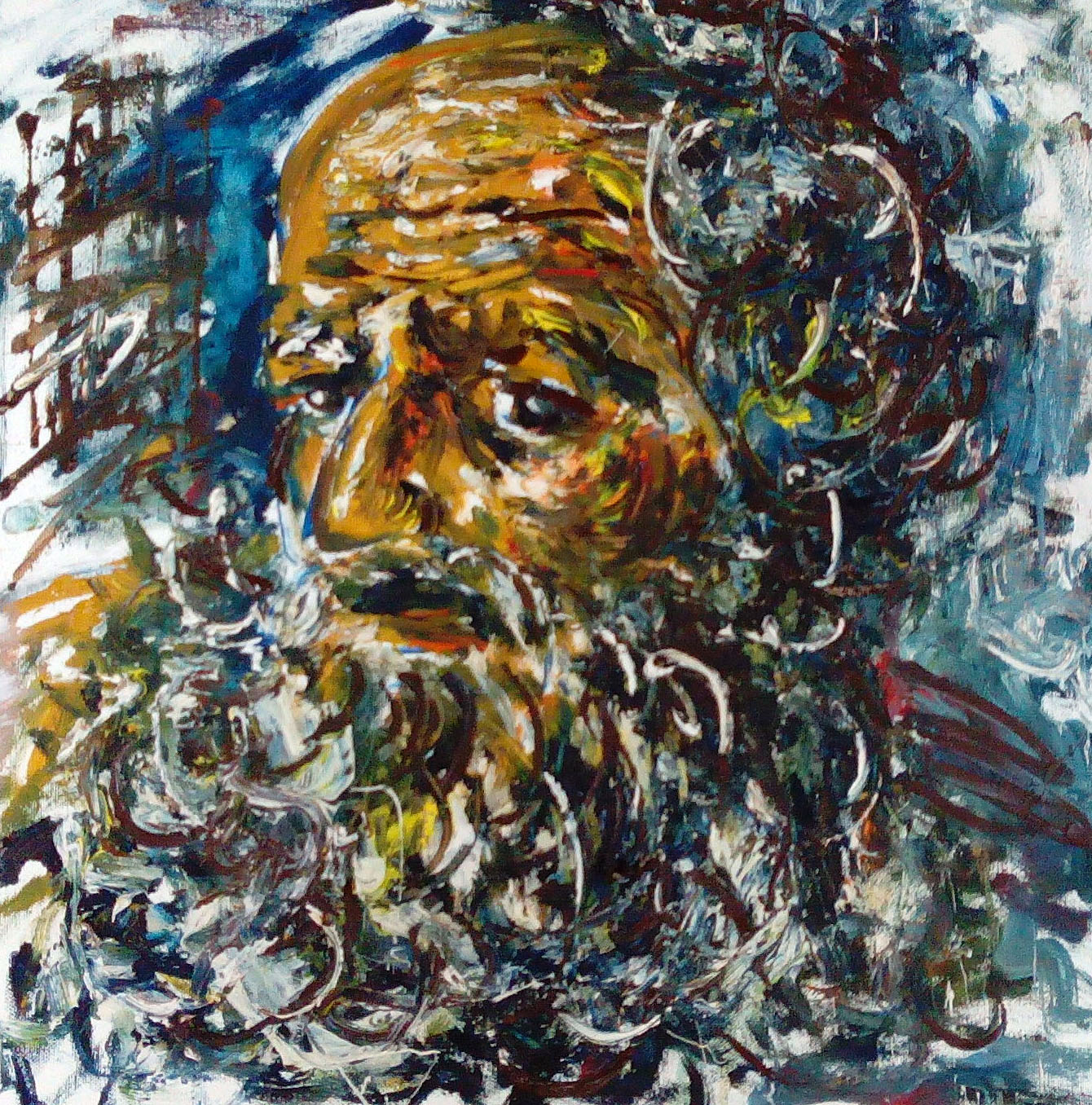
Stařec, olej na plátně (2009)
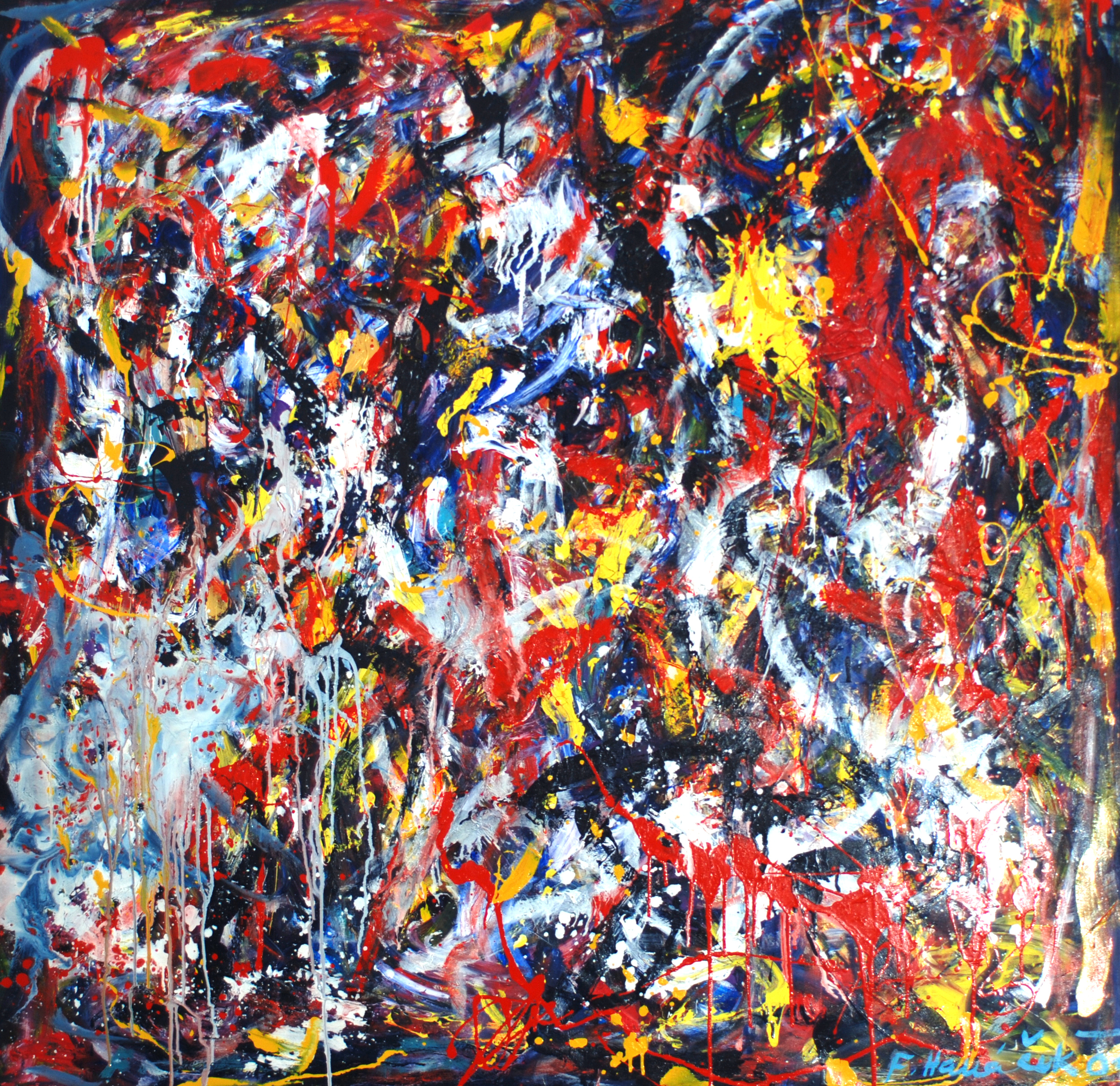
Vesmírkný prach, olej na plátně (2015)